# Кристина Савић
Кристина Савић (Ваљево, 14. август 1975) српска је певачица и позоришна и телевизијска глумица.

## Биографија
Рођена је 14. августа 1975. у Ваљеву, где је завршила нижу и средњу музичку школу. Године 1995, примљена је на клавирски одсек Академије уметности у Новом Саду, у класи проф. Кемала Гекића. Године 2000. је дипломирала на овом одсеку у класи проф. Ирис Кобал, као један од најбољих студената генерације. Током музичког школовања бавила се певањем радећи са многим бендовима, да би 1998. постала стални члан пратећег бенда Здравка Чолића, у својству пратећег вокала.  Гостовала је на албумима многих домаћих уметника (Драгољуб Ђуричић, Владан Вучковић Паја, Здравко Чолић, Драган Стојнић, Ван Гог итд). Свој први самостални албум, Кристина, издала је 1999. за ПГП РТС. У мају 2005. објавила је свој други албум, под називом Острво снова, за издавачку кућу City Records. У периоду од 2009. до 2012. наступала је са Иваном Босиљчићем на његовим музичко-поетским вечерима више од 100 пута у земљи и иностранству. Године 2009. била је гост групи Ван Гог у Београдској арени. Такмичила се на Беосонгу 2013. године са песмом За тебе живим.
Године 1998. почела је да ради у Позоришту на Теразијама, као солиста хора, где је од 2000. стално запослена. Поред ангажмана у хору, радила и као пијаниста у оркестру у представама Неки то воле вруће и Гоље. Од 2013. године глумачки ангажована у представи Грк Зорба (улога Марије). Са супругом Владаном играла је у више кабаретских представа, док је за комад Нека буде шта буде (само да је мушко) осмислила костиме.
Од 2021. године, тумачи лик Олге Ожеговић у ТВ серији Игра судбине.

## Приватни живот
Удата је за глумца Владана Савића. Имају двоје деце.

## Дискографија
Албуми:
- Кристина (1999)
- Острво снова (2005)

## Улоге

### Позориште
| Наслов                  | Улога                                     | Редитељ              | Позориште               | Премијера          |
| ----------------------- | ----------------------------------------- | -------------------- | ----------------------- | ------------------ |
| Гоље                    | пијаниста                                 | Југ Радивојевић      | Позориште на Теразијама | 29. октобар 2001.  |
| Светлости позорнице     |                                           | Војкан Борисављевић  | Позориште на Теразијама | 13. октобар 2005.  |
| Чикаго                  | члан хора                                 | Кокан Младеновић     | Позориште на Теразијама | 19. октобар 2006.  |
| Како разумети Србе      |                                           | Михаило Вукобратовић | Позориште на Теразијама | 22. децембар 2008. |
| Глорија                 | члан хора                                 | Ива Милошевић        | Позориште на Теразијама | 25. јул 2010.      |
| Грк Зорба               | Марија (премијерно играла Јелена Јовичић) | Михаило Вукобратовић | Позориште на Теразијама | 29. јул 2011.      |
| Под сјајем звезда       |                                           | Михаило Вукобратовић | Позориште на Теразијама | 27. децембар 2011. |
| Брак у ствари љубав     |                                           | Владан Савић         | Театар Вук              | 12. април 2013.    |
| Виктор Викторија        | Продавачица цвећа, новинар                | Михаило Вукобратовић | Позориште на Теразијама | 11. јун 2014.      |
| Mamma Mia!              | члан хора на сцени                        | Југ Радивојевић      | Позориште на Теразијама | 27. март 2015.     |
| Меница без покрића      |                                           | Слађана Килибарда    | Театар Вук              | 14. мај 2016.      |
| Београд-Москва          |                                           | Ђорђе Станимировић   | Позориште на Теразијама | 6. октобар 2016.   |
| Мистер Долар            | члан хора                                 | Владимир Лазић       | Позориште на Теразијама | 10. фебруар 2017.  |
| Као да сам те сањао     |                                           |                      | Театар Вук              | 11. јун 2018.      |
| Бродвејске враголије    | члан хора                                 | Небојша Брадић       | Позориште на Теразијама | 5. октобар 2019.   |
| Са друге стране јастука | Ирина                                     | Југ Радивојевић      | Позориште на Теразијама | 9. октобар 2020.   |
| Флешденс                | члан хора                                 | Владан Ђурковић      | Позориште на Теразијама | 19. новембар 2021. |

### Телевизија
| Год.         | Назив        | Улога         |
| ------------ | ------------ | ------------- |
| 2021− у току | Игра судбине | Олга Ожеговић |